# Lee Konitz

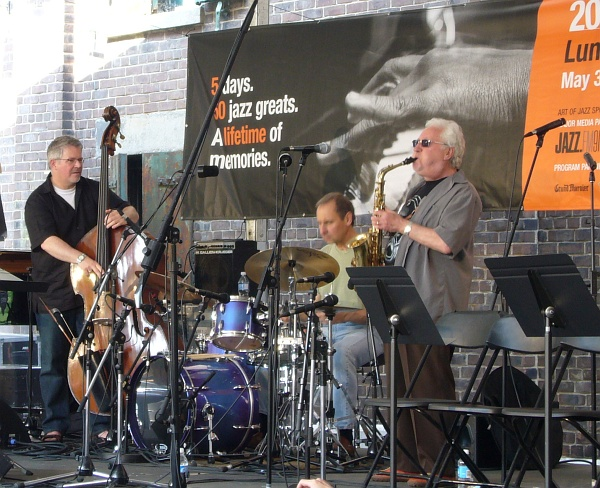
Lee Konitz trio

Lee Konitz (Chicago, Illinois, el 13 d'octubre de 1927 - Nova York, 15 d'abril de 2020) fou un saxofonista i compositor nord-americà de jazz. És considerat com un dels impulsors del Cool Jazz. Va ser el primer saxofonista alt que es va alliberar del model bebop i de la influència del seu amic Charlie Parker, als anys cinquanta.

## Biografia
Va fer les seves primeres passes dins el Cool Jazz el 1946, amb el pianista i teòric Lennie Tristano, a qui considerava com l'inventor del moviment. Dins del quintet de Tristano va evolucionar amb el tenor Warne Marsh, amb qui va desenvolupar una tècnica de contrapunt que no ha trobat mai el seu equivalent al jazz.
Konitz, de la mateixa manera que altres estudiants de Tristano, es va caracteritzar por la composició espontània de línies llargues i melòdiques amb l'interès rítmic derivat dels accents imparells o d'agrupacions de notes imparells que suggereixen la imposició d'un compàs sobre altre.
El 1947 formava part de l'orquestra de Claude Thornhill, on es va retrobar amb Gerry Mulligan, saxofonista i compositor, i amb Gil Evans, en aquells moments arranjador. Aquest últim li va permetre formar part del grup de Miles Davis, amb qui va enregistrar el fundacional "Birth of the Cool" (1949 -1950). Aquest àlbum va marcar un punt d'inflexió a la seva carrera. Des de llavors es va considerar com un dels caps de fila del Cool Jazz.
Entre el 1952 i el 1954 Lee Konitz va formar part de l'orquestra de Stan Kenton, abans de convertir-se en el líder del seu propi grup. En aquest moment es va retrobar amb altres músics de l'òrbita de Lennie Tristano amb els quals ja havia coincidit abans: Warne Marsh, Billy Bauer, Sal Mosca o el bateria Al Levitt.
Dotat d'una sonoritat fluida, diàfana i aèria, es va desmarcar totalment d'altres intèrprets de saxo alt com Julian "Cannonball" Alderley o Phil Woods. Va influir notablement Paul Desmond i, especialment, Art Pepper.
El 1961 enregistra l'album "Motion" amb Elvin Jones a la bateria i Sonny Dallas al baix. Aquests estàndards del jazz reinterpretats amb l'estil Cool són una referència del gènere, encara avui en dia.
Després, Lee Konitz va enregistrar dotzenes d'àlbums (n'ha gravat més de 50, en 60 anys de carrera), com a líder de la banda o en col·laboració amb altres artistes, com ara Dave Brubeck, Ornette Coleman, Charles Mingus, Gerry Mulligan, Martial Solal, Jimmy Giuffre, etc.
Els seus últims àlbums són menys marcats per l'estil Cool Jazz, i mostren interès pel free jazz.
Amb més de 80 anys, és encara una referència en el món del jazz.

## Discografia
Com a líder
- 1949 - Lee Konitz (Prestige)
- 1949 - Subconscious-Lee (Prestige/OJC)
- 1951 - Sax of a Kind (Dragon)
- 1953 - Lee Konitz/Bob Brookmeyer in Paris (Vogue)
- 1953 - Konitz Meets Mulligan (Pacific Jazz)
- 1954 - Konitz (Black Lion)
- 1954 - Jazz at Storyville (Black Lion)
- 1954 - In Harvard Square (Black Lion)
- 1954 - Lee Konitz/Warne Marsh (Atlantic)
- 1956 - Lee Konitz Featuring Hans Koller, Lars Gullin, Roland Kovac (Swingtime)
- 1956 - Inside Hi-Fi (Atlantic)
- 1957 - Tranquility (Verve)
- 1957 - The Real Lee Konitz (Atlantic)
- 1958 - Very Cool (Verve)
- 1958 - An Image: Lee Konitz with Strings (Verve)
- 1959 - Lee Konitz Meets Jimmy Giuffre (Verve)
- 1959 - You and Lee (Verve)
- 1959 - Live at the Half Note (Verve)
- 1961 - Motion (Verve)
- 1965 - Trio and Quartet (Magnetic)
- 1966 - Modern Jazz Compositions from Haiti (Impulse!)
- 1967 - The Lee Konitz Duets (Milestone/OJC)
- 1968 - Impressive Rome (CAM)
- 1968 - European Episode (CAM)
- 1969 - Peacemeal (Milestone)
- 1970 - Lee Konitz: Lee Konitz Sax Duets (Music Minus One)
- 1971 - Lee Konitz: Spirits (Milestone/OJC)
- 1973 - Various artists: Altissimo (WestWind)
- 1974 - Lee Konitz: Jazz Juan (SteepleChase)
- 1974 - Lee Konitz: Satori (Milestone/OJC)
- 1974 - Lee Konitz: Lone-Lee (SteepleChase)
- 1974 - Lee Konitz: I Concentrate on You (A Tribute to Cole Porter) (SteepleChase)
- 1975 - Warne Marsh Quintet: Jazz Exchange (Storyville)
- 1975 - Lee Konitz/Hal Galper: Windows (SteepleChase)
- 1975 - Lee Konitz Trio: Oleo (Sonet)
- 1975 - Lee Konitz: Chicago 'n' All That Jazz (Denon/LaserLight)
- 1976 - Warne Marsh/Lee Konitz: Lee Konitz Meets Warne Marsh Again (PAUSA)
- 1976 - Lee Konitz Quintet: Figure and Spirit (Progressive)
- 1977 - Lee Konitz: The Lee Konitz Quintet (Chiaroscuro)
- 1977 - Lee Konitz: The Lee Konitz Nonet (Chiaroscuro)
- 1977 - Lee Konitz: Tenorlee (Candid)
- 1977 - Lee Konitz: Pyramid (Improvising Artists)
- 1979 - Lee Konitz/Karl Berger: Seasons Change (Circle)
- 1979 - Lee Konitz Nonet: Live at Laren (Soul Note)
- 1979 - Lee Konitz: Yes, Yes Nonet (Steeple Chase)
- 1980 - Lee Konitz/Martial Solal: Live at the Berlin Jazz Days (MPS)
- 1980 - Lee Konitz/Gil Evans: Heroes (Verve)
- 1982 - Lee Konitz: Toot Sweet (Owl)
- 1983 - Lee Konitz: Glad, Koonix! (Dragon)
- 1983 - Lee Konitz/Martial Solal: Star Eyes, Hamburg 1983 (HatOLOGY)
- 1983 - Lee Konitz: Dovetail (Sunnyside)
- 1983 - Lee Konitz: Dedicated To Lee: Lee Konitz Plays The Music of Lars Gullin (Dragon)
- 1983 - Lee Konitz: Art of the Duo (Enja)
- 1984 - Lee Konitz: Wild as Springtime (GFM)
- 1986 - Lee Konitz Quartet: Ideal Scene (Soul Note)
- 1986 - Lee Konitz: Medium Rare (Label Bleu)
- 1987 - Lee Konitz Quartet: The New York Album (Soul Note)
- 1988 - Lee Konitz/The Space Jazz Trio: Blew (Philology)
- 1988 - Lee Konitz: Solitudes (Philology)
- 1989 - Lee Konitz: In Rio (MA)
- 1989 - Lee Konitz: Konitz in Denmark (Rightone)
- 1989 - Lee Konitz: Round and Round (Music Masters)
- 1990 - Lee Konitz/Frank Wunsch Quartet: S'Nice (Nabel)
- 1990 - Lee Konitz: Zounds (Soul Note)
- 1990 - Lee Konitz: Once Upon a Line (Musidisc)
- 1991 - Lee Konitz/Lars Sjosten Quartet: Friends (Dragon)
- 1991 - Lee Konitz: Lullaby of Birdland (Candid)
- 1992 - Lee Konitz/The Jazzpar All Star Nonet: Leewise (Storyville)
- 1992 - Lee Konitz Quartet/Kenny Barron: Jazz Nocturne (Evidence)
- 1992 - Lee Konitz: Lunasea (Soul Note)
- 1992 - Lee Konitz: From Newport to Nice (Philology)
- 1992 - Lee Konitz: Frank-Lee Speaking (West Wind)
- 1993 - Lee Konitz: Rhapsody (Evidence)
- 1993 - Lee Konitz/Renato Sellani: Speakin' Lowly, Volume 1 (Philology)
- 1993 - Lee Konitz: So Many Stars (Philology)
- 1993 - Lee Konitz: Rhapsody II (Evidence)
- 1993 - Lee Konitz: Italian Ballads, Volume1 (Philology)
- 1993 - Lee Konitz: Brazilian Rhapsody (BMG/Music Masters)
- 1994 - Lee Konitz/Orchestra Il Suono Improvviso: A Venezia (Philology)
- 1994 - Lee Konitz/Alain Guyonnet: Swiss Kiss (TCB)
- 1995 - Lee Konitz Quintet: Haiku (Nabel)
- 1995 - Lee Konitz/Umberto Petrin: Breaths and Whispers (Homage to Alexandr Skrjabin) (Philology)
- 1995 - Lee Konitz/John Pl Indreberg: Step Towards a Dream (Odin)
- 1995 - Lee Konitz/Don Friedman/Attila Zoller: Thingin' (HatOLOGY)
- 1995 - Lee Konitz: Move (Moon)
- 1995 - Lee Konitz: Free with Lee (Philology)
- 1996 - Lee Konitz Trio: Alone Together (Blue Note)
- 1996 - Lee Konitz/Jeanfranois Prins Trio: Live at the Manhattan Jazz Club (GAM)
- 1996 - Lee Konitz: Guaraná (AxolOtl Jazz)
- 1996 - Lee Konitz: Unaccompanied Live in Yokohama (PSF)
- 1996 - Lee Konitz: Strings for Holiday: A Tribute To Billie Holiday (Enja)
- 1996 - Lee Konitz: Lee Konitz Meets Don Friedman (Camerata)
- 1996 - Lee Konitz: It's You (SteepleChase)
- 1997 - Lee Konitz/Franco D'Andrea: Twelve Gershwin in Twelve Keys (Philology)
- 1997 - Lee Konitz/Paul Bley: Out of Nowhere (SteepleChase)
- 1997 - Lee Konitz/Frank Wunsch: The Frankfurt Concert (West Wind)
- 1997 - Lee Konitz: Dearly Beloved (SteepleChase)
- 1997 - Lee Konitz: Body and Soul (Camerata)
- 1998 - Lee Konitz: Saxophone Dreams (Koch)
- 1998 - Lee Konitz/Johannes Schaedlich: Subconscious-Lee (Summit)
- 1998 - Lee Konitz/Franco D'Andrea: Inside Cole Porter (Philology)
- 1998 - Lee Konitz/Enrico Rava: L'Age Mur (Philology)
- 1998 - Lee Konitz: Tender Lee (for Chet) (Philology)
- 1998 - Lee Konitz: Self Portrait (Philology)
- 1998 - Lee Konitz: Dialogues (Challenge)
- 1999 - Lee Konitz/Ted Brown: Dig-It (SteepleChase)
- 1999 - Lee Konitz/Steve Swallow/Paul Motian: Three Guys (Enja)
- 1999 - Lee Konitz Trio: Another Shade of Blue (Blue Note)
- 2000 - Lee Konitz/The Axis Quartet: Play French Impressionist Music from the Turn of the Twentieth Century (Palmetto)
- 2000 - Lee Konitz/rich Perry: RichLee! (SteepleChase)
- 2000 - Lee Konitz Quartet: Sound of Surprise (RCA Victor)
- 2000 - Lee Konitz: Pride (SteepleChase)
- 2001 - Lee Konitz/Franco D'Andrea: Inside Rodgers (Philology)
- 2001 - Lee Konitz/Renato Sellani: Minority, Volume 2: All The Way (The Soft Ways) (Philology)
- 2001 - Lee Konitz Trio: Some New Stuff (DIW)
- 2001 - Lee Konitz Quintet: Parallels (Chesky)
- 2002 - Lee Konitz/Matt Wilson: Gong with Wind Suite (Steeplechase)
- 2002 - Lee Konitz/Irio De Paula: Duas Contas (Philology)
- 2002 - Lee Konitz/Barbara Casini: Outra Vez (Philology)
- 2002 - Lee Konitz: At the New Mississippi Jazz Club (Philology)
- 2003 - Lee Konitz: Live-Lee (Milestone)
- 2003 - Lee Konitz/Stephano Bollani: Suite for Paolo (Philology)
- 2003 - Lee Konitz/Kenny Werner: Unleemited (Owl)
- 2003 - Lee Konitz: A Day in Florence (Philology)
- 2004 - Lee Konitz: BargaLee (Philology)
- 2004 - Lee Konitz: Sound-Lee (Membran International)
- 2004 - Lee Konitz: One Day With Lee (Capri)
- 2006 - Lee Konitz-Ohad Talmor String Project: Inventions (OmniTone)
- 2006 - Lee Konitz: New Nonet (directed by Ohad Talmor) (OmniTone)
- 2007 - Lee Konitz/Riccardo Arrighini: The Soprano Sax Album: Standards (Philology)
- 2007 - Lee Konitz/Brian Dickenson: The Glen Gould Session (Philology)
- 2007 - Lee Konitz-Ohad Talmor Big Band: Portology(featuring the Orquestra Jazz de Matosinhos) (OmniTone)

Com a acompanyant
- 1943 - Stan Kenton: Retrospective (Capitol)
- 1947 - Claude Thornhill and His Orchestra: The Uncollected Claude Thornhill and His Orchestra (Hindsight)
- 1949 - Miles Davis: Birth of the Cool (Capitol)
- 1949 - Lennie Tristano/Warne Marsh: Intuition (Capitol)
- 1951 - Various artists: New Sounds (Prestige)
- 1952 - Stan Kenton: City of Glass: Stan Kenton Plays Bob Graettinger (Capitol)
- 1968 - Attila Zoller: Zo-Ko-Ma (MPS Records)
- 1968 - Various artists: Alto Summit (BASF)
- 1972 - Charles Mingus: Charles Mingus and Friends in Concert (Columbia)